# Guy Standing (ekonomista)
Guy Standing (ur. 9 lutego 1948) – brytyjski ekonomista, specjalista w zakresie rynku pracy, profesor University of London, twórca i współprzewodniczący Basic Income Earth Network (organizacji pozarządowej promującej prawo do bezwarunkowego dochodu podstawowego). Absolwent University of Sussex (licencjat), University of Illinois (magisterium) i University of Cambridge (doktorat), teoretyk prekariatu.

## Wybrane publikacje

### Książki
- Standing, Guy (2009) Work after globalization: Building occupational citizenship. Cheltenham, UK and Northampton, USA: Edward Elgar.
- Standing, Guy and Unni, Jeemol and Jhabvala, Renana and Rani, Uma (2010) Social income and insecurity: A study in Gujarat. New Delhi, India: Routledge.
- Standing, Guy (2011, wznowione 2016) The precariat: The new dangerous class. London, UK and New York, USA: Bloomsbury Academic.
- Standing, Guy (2014) A precariat charter: From denizens to citizens. London, UK: Bloomsbury Academic.
- Standing, Guy (2015) Basic income: A transformative policy for India. London and New Delhi: Bloomsbury Academic.
- Standing, Guy (2016) The Corruption of Capitalism: Why Rentiers Thrive and Work Does Not Pay. London: Biteback.
- Standing, Guy (2017) Basic Income: And How We Can Make It Happen. London: Penguin.

Książki dostępne w języku polskim
- Prekariat: nowa niebezpieczna klasa, tłum. Krzysztof Czarnecki, Paweł Kaczmarski, Mateusz Karolak, red. nauk. Maciej Szlinder, słowo wstępne: Jacek Żakowski, Wydawnictwo Naukowe PWN, Warszawa 2014.
- Karta prekariatu, tłum. Piotr Juskowiak, Paweł Kaczmarski, Maciej Szlinder, słowo wstępne: Jacek Żakowski, Wydawnictwo Naukowe PWN, Warszawa 2015.
- Dochód podstawowy. Jak możemy sprawić, żeby to się udało., tłum. Maciej Szlinder, Paweł Kaczmarski, Jakub Sawulski, Wydawnictwo Krytyki Politycznej 2021.[5]